# سیرینکس

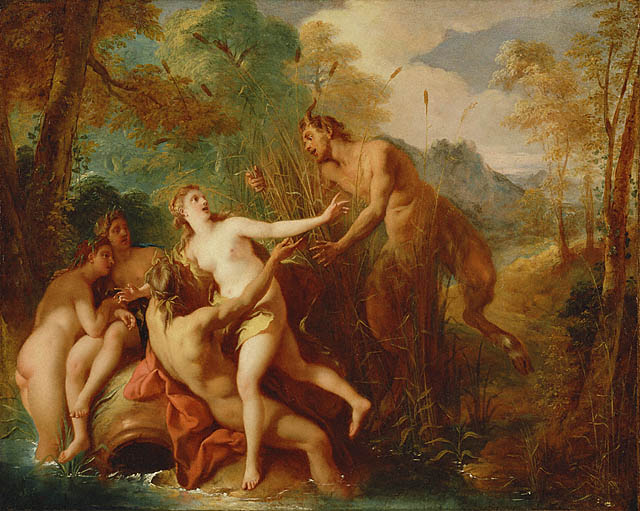
«پان و سیرینکس»، اثر ژان فرانسوا د تروی

سیرینکس (به یونانی: Σύριγξ) در اساطیر یونانی نیمفی زیبا از نژاد نیادها در منطقهٔ آرکادیا بود، که یکی از پیروان ایزدبانو آرتمیس به شمار می‌رفت. او نیز همانند آرتمیس، به داشتن عفت، پاکدامنی و همچنین اشتیاق شدید به شکار شهرت داشت. در یکی از روزها، ایزد چوپانان پان، سعی داشت او را از راه بدر کند. هنگامی که سیرینکس به منظور شکار راهی جنگل‌های دورافتاده شده بود، ساتیر پان شیفتهٔ او شد و تصمیم گرفت با او نزدیکی کند. با این حال، سیرینکس که تمایل نداشت کسی عاشقش شود، برای اجتناب از دست این ساتیر پا به فرار گذاشت، اما پان او را تعقیب نمود. ناگهان مسیر این حوری توسط رودی با نام لادون قطع شد. سیرینکس ناامیدانه از ایزد رود تقاضای کمک کرد، تا اینکه در نهایت درخواستش توسط لادون شنیده شد و سیرینکس را به خوشه‌های نی قلم تبدیل کرد. بالاخره پان موفق شد به سیرینکس برسد، اما وقتی مشاهده کرد او به خوشه‌های نی تبدیل شده است بسیار مأیوس گشت. در ابتدا پان با نواختن نی صدای وحشتناکی از آن درمی‌آورد اما او در نهایت نی‌ها را به هفت قسمت (یا نه) تقسیم کرد و هر قسمت را به ترتیب با کاهش تدریجی طول بوسیلهٔ موم به یکدیگر متصل نمود تا به شکل ابزار موسیقی با نام «سیرینکس» یا «موسیقار» درآمد.واژهٔ سرنگ برگرفته از نام او می‌باشد.